# Sitticus zimmermanni
Sitticus zimmermanni là một loài nhện trong họ Salticidae.
Loài này thuộc chi Sitticus. Sitticus zimmermanni được Eugène Simon miêu tả năm 1877.